# Digitalna knjižnica
Digitalna knjižnica je knjižnica čiji je fond dostupan u digitalnom obliku te mu se može pristupiti putem računala. Digitalni sadržaj može biti dostupan lokalno ili putem računalnih mreža. U knjižnicama proces digitalizacije počinje digitaliziranjem kataloga.
Razvoj digitalnih knjižnica počeo je početkom 90-tih godina 20. stoljeća na temelju računalno automatiziranih knjižnica.
Digitalne knjižnice su skupovi elektroničkih izvora i s njima povezanih mogućnosti za
stvaranje, traženje i korištenje informacija. U tom smislu one su nastavak i poboljšanje
sustava za informacijsko pohranjivanje i pronalaženje koji upravljaju digitalnim
podacima u svim medijima ( tekst, slika, zvuk; statične ili dinamične slike) i postoje u
distribuiranim mrežama. 
Digitalne knjižnice su organizacije koje pružaju izvore, specijalizirano osoblje koje odabire, organizira, osigurava intelektualni pristup, objašnjava, distribuira, čuva integritet i osigurava trajnost zbirki na način da budu spremne i ekonomski dostupne za korištenje jednoj ili više zajednica.

### Vrsta sadržaja
Digitalnu knjižnicu ćemo razlikovati u odnosu na drugi jezični informacijski sustav upravo prema vrsti sadržaja kojeg zaprima, a riječ je uvijek o djelima jednog ili više autora izdanim bilo u papirnom (pa potom digitaliziranom) ili digitalnom obliku. Primjerice, Web portali znanja i vortali obično će tek upućivati na sadržaje digitalnih knjižnica te nastojati kroz sažetke, online priručnike, novosti i sl. okupiti na jednom mjestu znanje određenog područja. Ovdje vrlo zanimljivo stoji s komercijalnim online bazama podataka koje su de facto preuzele područje znanstvenih i stručnih autorskih radova te već sad predstavljaju svojevrsne digitalne knjižnice znanstvene i stručne literature.

### Prednosti i nedostaci
Prednosti:
- nema fizičke granice; korisnik digitalne knjižnice ne mora fizički ići u knjižnicu, ljudi diljem svijeta imaju pristup istim informacijama dok god je Internet dostupan,
- Nema radnog vremena; pristup u bilo koje vrijeme dana ili noći,
- Višestruki pristup; istim izvorima može pristupati više korisnika istodobno,
- Strukturirani pristup; pristup bogatijem i strukturiranom sadržaju, kretanje poveznicama i hipertekstovima,
- Pronalazak informacija; pronalazak pomoću pretraživanja i upisivanja jedne riječi ili skupa riječi,
- Umnožavanje i očuvanje; može se napraviti identična kopija bez razlike u kvaliteti,
- Prostor; dok klasičnim knjižnicama treba skladište, digitalne knjižnice mogu pospremiti puno veći broj informacija jer treba jako malo fizičkog prostora,
- Umrežavanje; digitalna knjižnica može proslijediti link koji vodi drugoj digitalnoj knjižnici, dakle koristi se i dijeljenje arhiva,
- Cijena; održavanje digitalne knjižnice je jeftinije od održavanja klasične knjižnice, samo je proces digitalizacije malo skuplji.

Nedostaci:
- autorsko pravo je kompleksna stavka koja strogo ograničava izbor materijala za digitalizaciju pa mnoge kulturne ustanove izbjegavaju kompleksnosti zakona o autorskom pravu digitalizirajući samo materijale koji nisu zaštićeni autorskim pravom i pripadaju u tzv. javnom vlasništvu. Ta praksa znači da mnoge zbirke knjižnične građe nisu opsežno digitalizirane. Bitan korak u procesu odabira materijala za digitalizaciju je upoznavanje sa svime što je pokriveno autorskim pravom.

### Digitalizacija
Digitalizacija je prijenos građe u digitalni format, postupak snimanja, pohranjivanja i obrade sadržaja korištenjem digitalne kamere, skenera i računala.
Stavljanje građe na Web omogućava veću i bržu dostupnost korisnicima diljem svijeta. Mogu se izraditi visokokvalitetne kopije jer se pri umnožavanju ne gubi na kvaliteti.
Digitalna građa ne oštećuje se korištenjem, tj. kvaliteta s vremenom ne nestaje i ne umanjuje se uporabom.
Ali u usporedbi s papirom i mikrofilmom, digitalni formati imaju vrlo kratak životni vijek i nisu «okom čitljivi».
Najveći problem je digitalna zaštita jer, bar za sada, digitalizacija ne znači nužno i zaštitu.
Također je i vrlo skupa, a najveći su troškovi radne snage.

### LIDA
Libraries in the digital age (LIDA), ova godišnja konferencija i tečaj započela je 2000-te godine da bi se okolina uputila u knjižnice te informacijske sisteme i servise u digitalnom svijetu te predstavilo i riješilo moguće probleme. Svake godine izlaže se nova “vruća” tema podijeljena u dva dijela. Prvi dio odnosi se na istraživanje i razvoj, a drugi dio na praksu. LIDA spaja istraživače, teoretičare, izumitelje da bi međusobno učili, raspravljali i olakšali jedno drugima.   

## Vanjske poveznice
- LIDA
- Sustavi digitalnih knjižnica